# 山口まや
山口 まや（やまぐち まや、1974年2月17日 - ）は、東京都出身のプロ雀士。最高位戦日本プロ麻雀協会所属。2001年3月入会。

## 略歴
趣味は掃除、テレビ対局初出演は2003年の第1回女流MONDO21杯、和田聡子と共に最高位戦代表として出場している。
女流最高位には連続で3期君臨した。
2011年10月12日、第36期最高位戦B1リーグを総合2位で終え、最高位戦所属女流プロとしては史上初となるAリーグ昇級の歴史的快挙を果たす。なお、女流プロのAリーグ昇級は、プロ連盟の浦田和子がA1リーグに、プロ協会の崎見百合が雀王戦・Aリーグに昇級して以来、史上3人目。そしてAリーグ初参加の第37期はボーダーラインの10位で踏み止まって、辛うじてAリーグ残留。続く第38期Aリーグでは、全12期を戦い終わって▲431.4の第12位の成績で終わったため、B1リーグへの降格が確定。なお、第39期の最高位戦リーグは未登録となっている。

## 獲得タイトル
- 女流最高位 3期(第2・3・4期)
- 女流MONDO杯 1期(第3回)

## 出演
- モンド21麻雀プロリーグ（MONDO TV）